# Eugène Dubois
Marie Eugène François Thomas Dubois (Eijsden, 28 de gener de 1858 - Haelen, 16 de desembre de 1940) va ser un anatomista neerlandès que es feu famós arran de la seva descoberta d'Homo erectus a l'illa de Java el 1891. Eugène Dubois era el fill de Jean Dubois, un farmacèutic d'Eijsden. Molt jove se sentí atret per la història natural. Va fer estudis brillants i es va graduar com a doctor en medicina el 1884. Després ensenyà anatomia a la Universitat d'Amsterdam.

## El descobriment del'Homo erectus
A mitjans de segle xix, Charles Lyell ja havia popularitzat el tema de la prehistòria, i Thomas Henry Huxley organitzava seccions d'anatomia comparada en les que es comparaven cranis de simis i humans amb diferents graus de desenvolupament. Amb L'origen de l'home, i la selecció en relació al sexe, publicat el 1871, Charles Robert Darwin va oferir nombroses proves que situaven l'ésser humà com una espècie més del regne animal, mostrant la continuïtat entre característiques físiques i mentals. Darwin va predir que Àfrica era l'origen del ser humà, però el naturalista neerlandès Eugène Dubois creia, com havia proposat Ernst Haeckel, que era a les Índies Orientals, d'on prové l'orangutan.
El Dubois creia, com Haeckel que l'origen del ser humà era a les Índies Orientals i en 1887 va anar a Sumatra, a les Índies Orientals Neerlandeses amb la seva dona i fill per fer de metge militar amb l'objectiu de buscar la baula perduda entre simis i homes. A Sumatra va explorar coves on va trobar restes fòssils fauna immemorial, i els descobriments van fer que es autoritats colonials posessin al capdavant d'un equip de recerca. Aviat es va veure que a Sumatra només hi havia relíquies de mamífers i el 1890, Dubois es va traslladar a Java, on s'havien produït troballes notables del Quaternari, el període que interessava al rastrejador d'homínids. Les cavernes locals, sense cap resultat, i va començar a practicar prospeccions a cel obert, temptejant els marges del riu Solo, on els camperols s'havien topat més d'una vegada amb restes prehistòriques. Els èxits de Dubois van començar el 1891, a l'illa de Java, a Trinil (Indonèsia), a les terrasses del riu Solo, amb el descobriment d'un molar i una calota (part superior del crani) de grans grossos que indicava una capacitat cranial d'uns 940 cc, als quals van seguir un fèmur i altres ossos. Dubois va anomenar aquest homínid Pithecanthropus erectus (actualment Homo erectus), que venia a significar «home-mico» (ser intermedi) que caminava en posició dreta. Al 1895 va tornar a Europa, on va donar a conèixer el seu descobriment, i no va ser fins al 1940 que es va definir completament com a Homo erectus.